# Liste der Ehrenbürger von Rain (Lech)
Die Ehrenbürgerschaft ist die höchste Auszeichnung, die die schwäbische Stadt Rain vergeben kann.
Seit 1915 wurden folgende 13 Personen zu Ehrenbürgern ernannt.
Hinweis: Die Auflistung erfolgt chronologisch nach Datum der Zuerkennung.

## Die Ehrenbürger der Stadt Rain
1. Max Müller (* 20. August 1846 in Kleinkitzighofen; † 22. März 1926 in Rain)
Hauptlehrer
Verleihung am 4./5. September 1915
Müller war von 1872 bis 1915 Lehrer in Rain. Als er nach 50-jähriger Dienstzeit aus dem Schuldienst ausschied, wurde er in Anerkennung seines langjährigen Wirkens zum Ehrenbürger ernannt.
2. Leonhard Riegger (* 2. August 1861 in Dillingen a.d.Donau; † 7. April 1937 in Neuburg a.d.Donau)
Bezirksschulrat
Verleihung am 12. Juli 1926
Riegger war von 1887 bis 1926 Lehrer an der Knabenschule. Daneben übte er,1920 bis 1923 nebenamtlich das Amt des Bezirksschulrats aus. In Anerkennung seines fast 40-jährigen verdienstvollen Wirkens und in ehrender Würdigung seiner hohen Verdienste um das hiesige Schulwesen bekam er den Ehrenbürgerbrief der Stadt.
3. Xaver Bschorer (* 11. Dezember 1859 in Mertingen; † 23. Dezember 1940 in Rain)
Bürgermeister, Brauereibesitzer
Verleihung am 15. November 1929
Bschorer war vom 2. November 1909 bis 10. März 1932 1. Bürgermeister der Stadt. Aus Anlass seines 70. Geburtstages wurde ihm in dankbarer Anerkennung seiner Verdienste um die Stadt Rain während seines 40-jährigen Wirkens und 20 Jahre langen Vorstehens als 1. Bürgermeister die Ehrenbürgerschaft verliehen.
4. Ludwig Ehnle (* 11. Mai 1905 in Rain; † 17. Juli 1960 in Kissing)
Brauereibesitzer
Verleihung am 10. August 1955
Ehnle wurde in Anerkennung und Würdigung seiner selbstlosen Verdienste um die Sicherstellung und Wiederbeschaffung des infolge der Kriegsmaßnahmen schon zur Verschrottung bestimmten Tilly-Denkmals zum Ehrenbürger ernannt.
5. Carl Faig (* 19. September 1887 in Rain; † 11. Juli 1970 in Rain)
Bürgermeister, Steinmetzmeister
Verleihung am 8. Mai 1957
Faig war zunächst Stadtrat von 1919 bis 1933 und dann ab 1948 1. Bürgermeister. Anlässlich seines 70. Geburtstags und für 25 Jahre im Dienst der Stadt Rain bekam er die Ehrenbürgerrechte zuerkannt. Seinen Leistungen, seinem Interesse und seinem Geschick ist es in erster Linie zuzuschreiben, dass die Stadt Rain durch die Zuckerfabrik einen gewaltigen Aufschwung erleben durfte. Nach ihm ist auch eine Straße im Baugebiet Brucklach benannt.
6. Babette Müller (* 8. Juli 1883 in Rain; † 2. Januar 1980 in Rain)
Stenographielehrerin
Verleihung am 3. Juli 1963
Müller war Tochter des Ehrenbürgers Max Müller und engagierte sich ehrenamtlich unter anderem im Bayerischen Roten Kreuz. In Anerkennung und Würdigung ihrer Verdienste, die sie sich in jahrzehntelanger selbstloser Arbeit für die Allgemeinheit zum Wohle der Stadt Rain erworben hat, bekam auch sie die Ehrenbürgerschaft verliehen. Sie war ab März 1973 auch Trägerin der Bürgermedaille. Nach ihr ist eine Straße im Baugebiet Brucklach benannt.
7. Klement Birle (* 5. Februar 1887 in Rain; † 23. Oktober 1969 in Neuburg a.d.Donau)
Wagnermeister
Verleihung am 18. Januar 1965
Birle war 30 Jahre lang, von 1919–1933 und von 1948–1964 Stadtrat in Rain. Aus Anlass seines 78. Geburtstages wurde er in Anerkennung und Würdigung seiner Verdienste, die er sich in jahrzehntelanger, selbstloser Arbeit für die Allgemeinheit zum Wohle der Stadt Rain erworben hat, ihr Ehrenbürger.
8. Hanns Wolf (* 2. April 1901 in Schweinfurt; † 15. Juli 1972 in Neuburg a.d.Donau)
Landrat
Verleihung am 27. Juni 1972
Wolf war Landrat im Landkreis Neuburg a.d.Donau. Wenige Tage vor dessen Auflösung im Zuge der Gebietsreform ernannte die Stadt Rain als größte Gemeinde des Landkreises ihn in Anerkennung seiner besonderen Verdienste um die Stadt Rain (Kreiskrankenhaus, Trägerschaft für die Realschule und anderes) zum Ehrenbürger.
9. Georg Weber (* 28. März 1910 in Augsburg; † 17. Oktober 1986 in Rain)
Unternehmer
Verleihung am 5. Februar 1980
Weber war Inhaber der Fa. Dehner, die größter Arbeitgeber der Stadt ist. Für den Aufbau der Firma Dehner aus kleinsten Anfängen zu einem der größten Unternehmen der Branche in Deutschland, für die Schaffung von rund 500 Arbeitsplätzen und für die Förderung von Vereinen und gesellschaftlichem Leben wurde er zum Ehrenbürger der Stadt ernannt. Drei Jahre zuvor war ihm auch die Bürgermedaille verliehen worden. Nach ihm sind der von ihm gestiftete Park zwischen der Altstadt und dem Ortsteil Ziegelmoos sowie das Stadion des TSV 1896 Rain benannt.
10. Michael Raucheisen (* 10. Februar 1889 in Rain; † 27. Mai 1984 in Beatenberg/Schweiz)
Pianist und Liedbegleiter
Verleihung am 10. Januar 1984
Professor Raucheisen wurde anlässlich seines 95. Geburtstags zum Ehrenbürger ernannt. Er hat den Ruf seiner Geburtsstadt in die ganze Welt getragen und ist einer der größten Söhne der Stadt. Zuvor war ihm im September 1970 als Erstem die neu geschaffene Bürgermedaille verliehen worden.
11. Ludwig Dorn (* 6. Mai 1900 in Bodenwalz; † 14. Juni 1986 in Legau)
Pfarrer
Verleihung am 15. Januar 1985
Dorn wirkte lange Jahre als Pfarrer von Rain. Neben seiner seelsorgerischen Tätigkeit entstanden sechs Schriften zu Stadt-, Pfarrei- und Schulgeschichte Rains, deren Vervielfältigungsrechte der Stadt übertragen sind. In Anerkennung seiner Verdienste auf historischem Gebiet wurde ihm die Ehrenbürgerschaft zuerkannt. Er war ab Juni 1974 auch Träger der Bürgermedaille. Nach ihm ist eine Straße im Baugebiet Brucklach benannt.
12. Karl Würmseher (* 10. September 1920 in Rain; † 20. Juli 1990 in Rain)
Bürgermeister
Verleihung am 10. April 1990
Würmseher war zunächst von 1952 bis 1966 Stadtrat, dann von 1966 bis 1990 1. Bürgermeister der Stadt. Daneben gehörte er von 1966 bis 1984 dem Kreistag an. In Anerkennung seiner hervorragenden Verdienste um die Stadt wurde er kurz vor seinem Tod zum Ehrenbürger ernannt. Er war seit Juli 1987 auch Träger der Bürgermedaille. In der Nähe seiner ehemaligen Wohnung wurde im Baugebiet Mantlacher Feld eine Straße nach ihm benannt.
13. Albert Weber (* 1. September 1947 in Augsburg; † 9. Dezember 2021)
Unternehmer
Verleihung am 17. Oktober 2007
Weber ist Sohn des Ehrenbürgers Georg Weber und Geschäftsführender Gesellschafter der Fa. Dehner. 27 Jahre nach seinem Vater wurde er in Anerkennung und Würdigung seiner hervorragenden Leistungen zum Wohle der Stadt Rain und ihrer Bürger, insbesondere für die wirtschaftliche Entwicklung und die herausragende Förderung von Sport, Kunst und Kultur ebenfalls zum Ehrenbürger ernannt.